# Staropolska Izba Przemysłowo-Handlowa
Staropolska Izba Przemysłowo-Handlowa – organizacja skupiająca przedsiębiorców z województwa świętokrzyskiego, założona w 1990 r. Izba zrzesza 150 firm zatrudniających ogółem około 14 000 osób. 
Staropolska Izba Przemysłowo-Handlowa powstała w wyniku dążenia przedsiębiorców do łączenia się w celu stworzenia przedstawicielstwa reprezentującego ich interesy. Izba reprezentuje interesy przedsiębiorców w oparciu o Ustawę z 30 maja 1989 r. o Izbach Gospodarczych (Dz. U. Nr 35, poz.195) m.in. poprzez oddziaływanie na władze państwowe i regionalne w celu stworzenia dogodnych warunków dla rozwoju przedsiębiorstw, nawiązywanie kontaktów gospodarczych, zbieranie, przetwarzanie i udostępnianie informacji przydatnych w działalności gospodarczej, prowadzenie szkoleń i treningów zawodowych, organizowanie spotkań ludzi biznesu.
W 2015 Izba została wyróżniona Odznaką Honorową Województwa Świętokrzyskiego.

## Władze Staropolskiej Izby Przemysłowo-Handlowej
- Ryszard Zbróg – Prezydent (zm. 2014)
- Stanisław Wodyński – Wiceprezydent
- Marian Strzelecki – Sekretarz
- Lucyna Nowak – Skarbnik
- Zbigniew Zielański – Członek Zarządu
- Grzegorz Tworek – Członek Zarządu